# Tân Hoa, Thương Châu
Tân Hoa (chữ Hán giản thể: 新华区, Hán Việt: Tân Hoa khu là một quận thuộc địa cấp thị Thương Châu, tỉnh Hà Bắc, Cộng hòa Nhân dân Trung Hoa. Quận Tân Hoa có diện tích 89 km2, dân số 210.000 người, mã bưu chính 061000.

## Hành chính
Tân Hoa được chia thành 5 nhai đạo, 1 hương và 27 ủy ban thôn:
- Nhai đạo: Đông Hoàn Trung Nhai, Kiến Thiết Bắc Nhai, Xa Trạm, Nam Đại Nhai, Nhai Đông.
- Hương: Tiểu Triệu Trang.